# Ave Sangria
Ave Sangria é um conjunto musical brasileiro de rock psicodélico, foi um dos principais expoentes da cena musical psicodélica pernambucana dos anos 1970.

## História

### Década de 1970
A maior parte dos seus músicos nasceu e viveu a vida toda na Vila dos Comerciários, região pobre de Recife. O embrião da banda surgiu em 1968, quando Almir conheceu o cantor Marco Polo, que dividiu com Almir a função de compor as músicas da banda. O baixista tocava covers em conjuntos de bailes, mas ele queria mesmo era trabalhar de forma autoral, o mesmo que Marco, e houve uma identificação rápida entre a dupla.

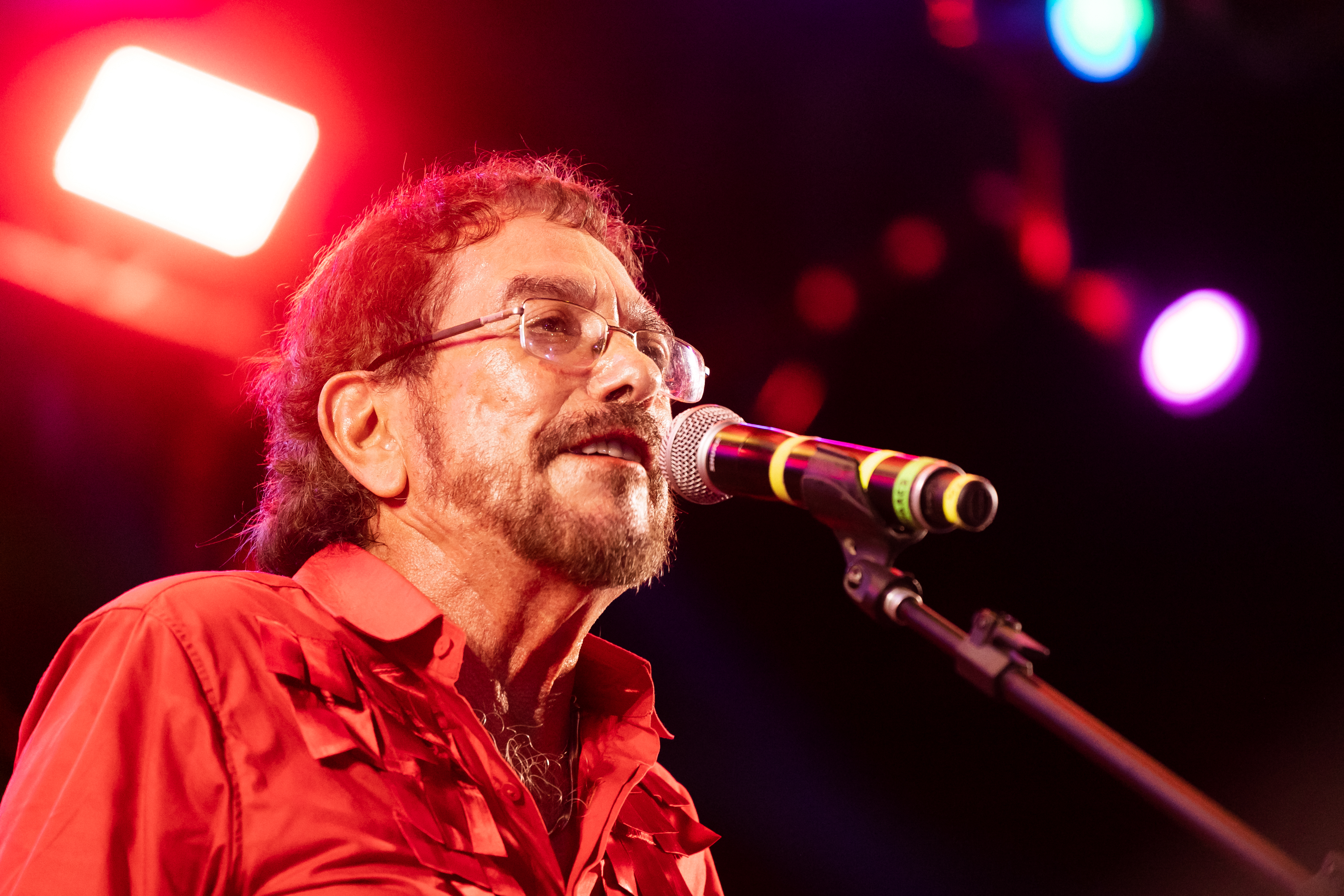
Ave Sangria (2024)

Inicialmente chamado de Tamarineira Village (em referência ao Greenwich Village de Nova York e ao bairro da Zona Norte do Recife). Durante 1973, o grupo chegou a se apresentar com esse nome em Salvador, Natal e João Pessoa.
O conjunto mudou de nome por sugestão de uma cigana que os integrantes conheceram no interior da Paraíba. Era formado por Marco Polo (vocais), Ivson Wanderley (guitarra solo e violão), Paulo Raphael (guitarra base, sintetizador, violão, vocal), Almir de Oliveira (baixo), Israel Semente (bateria) e Agrício Noya (percussão). Dessa primeira formação surgiu o álbum Ave Sangria, gravado no Rio de Janeiro em maio e lançado em junho de 1974.
O álbum ficou apenas um mês e meio nas lojas – em agosto ele foi proibido pela Ditadura. O grupo foi alvo da censura do governo militar, com questionamentos morais à canção "Seu Waldir". A ilustração da capa do primeiro disco da banda sofreu modificações, sendo definida pelos integrantes como um "papagaio drag queen".
As últimas performances da banda aconteceram no Teatro de Santa Isabel, no centro do Recife, em 28 e 29 de dezembro de 1974.
A banda, representada por Marco Polo, fez uma apresentação especial no Psicodália de 2011 acompanhada pelo grupo Anjo Gabriel.

### Retorno 40 anos depois

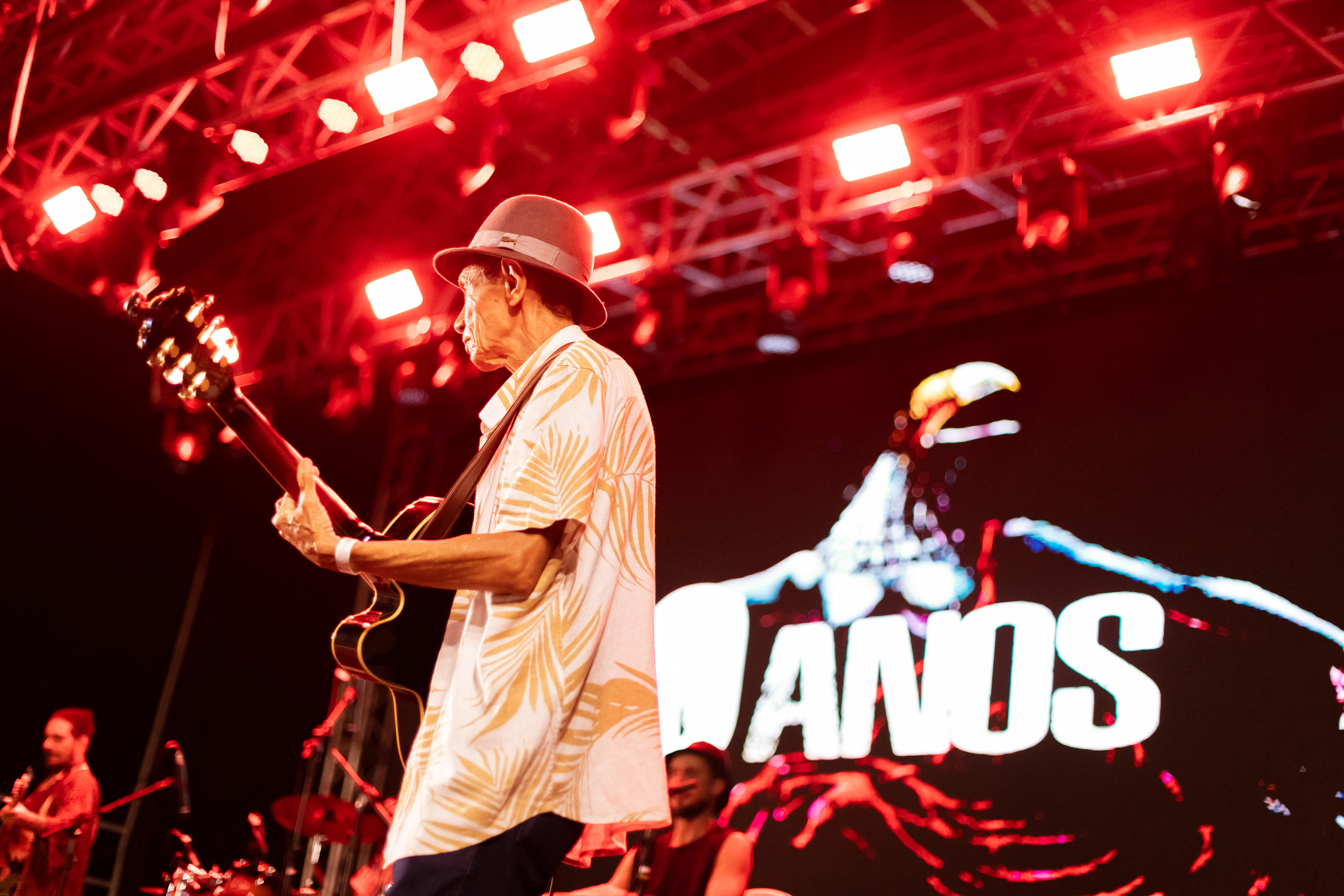
Ave Sangria (2024)

Em 2014, a banda se reuniu para realizar shows comemorativos aos 40 anos do seu álbum. O primeiro deles aconteceu em 2 de setembro, no Teatro de Santa Isabel. A apresentação acabou rendendo shows Brasil afora, incluindo o festival Psicodália, em 2015, em Santa Catarina. Também nesta época, o álbum é relançado em CD e vinil, além do áudio do show Perfumes y baratchos, famoso por ser a última performance da banda. 
Em 26 de abril de 2019, 45 anos após o lançamento do primeiro álbum, voltaram ao mercado fonográfico com Vendavais, disco que contou com 3 integrantes da formação original: Almir, Marco Pólo e Paulo Rafael (morto em 2021). O disco apresentou 11 músicas inéditas, compostas entre 1972 e 1974, mas até então inéditas em disco. O disco foi eleito um dos 25 melhores álbuns brasileiros do primeiro semestre de 2019 pela Associação Paulista de Críticos de Arte.
Em setembro de 2023 foram reconhecidos pela Câmara Municipal do Recife como parte do Patrimônio Cultural Imaterial da cidade.

## Integrantes

### Atuais
- Marco Polo - vocal (1969-atualmente)
- Almir de Oliveira - guitarra, violão, baixo (1969-atualmente)
- Júnior do Jarro - bateria
- Gilú Amaral - percussão
- Juliano Holanda - baixo

### Ex-integrantes
- Israel Semente - bateria, percussão e backing vocal (1969-1982 - falecido em 1990)
- Agrício Noya - percussão (1969-1979 - falecido em 2015)
- Ivinho - guitarra (1969-1979, 2014 - falecido em 2015)
- Paulo Rafael - guitarra (n. 1955 - m. 2021)[12]

### Músicos de apoio em turnê
- Zé da Flauta - flauta transversal
- Ebel Perrelli - percussão (2009-atualmente)
- Nando Barreto - baixo e backing vocal (2009-atualmente)
- Jefferson Cupertino - baixo (2013-atualmente)
- Jerimum - percussão (2010-2012)
- Marco da Lata - baixo e backing vocal (2011)
- Cris Rás - guitarra (2011)
- André Sette - teclados (2011)
- Rodrigo Duplicata - bateria (2011)
- Breno Lira - guitarra (2009-2011)
- Cassio Sette - teclado e backing vocal (2009-2011)
- Wellington Santana - baixo e backing vocal (2009)

## Discografia

### Álbuns de estúdio
- 1974 - Ave Sangria - RCA
- 2019 - Vendavais

### Álbuns ao vivo
- 1974 - Perfumes e Baratchos

### Compactos
- 1974 - O Pirata - RCA
- 1975 - Lá Fora - RCA

### Singles
- 2020 - Janeiro

### Bootlegs
- 2009 - Tamarineira Village 1975 - ao vivo em Recife - CD Kopka